# Facultad de Administración y Turismo de la UNASAM
La Facultad de Administración y Turismo de  Universidad Nacional de Ancash Santiago Antúnez de Mayolo, acrónimo FAT UNASAM, es una Facultad peruana  ubicada en la ciudad de Huaraz, departamento de Áncash.  

## Historia
Esta histórica Facultad peruana pertenece a la Universidad Nacional Santiago Antúnez de Mayolo.
Con Resolución Rectoral N.º 334-91-UNASAM, la Asamblea Universitaria en sesión extraordinaria de fecha 10 de mayo de 1991, acordó aprobar el proyecto de implementación de la Facultad de Ciencias Económicas y Administrativas con las tres (03) escuelas de formación profesional: 
- Economía
- Administración
- Contabilidad

Se autorizó al Consejo Universitario la implementación de la Facultad, con las tres escuelas, mediante la designación de una Comisión Implementadora. 

## Autoridades
Mediante Resolución N.º 466-91 del 26 de octubre de 1991 se constituyó la primera Comisión de Gobierno Transitorio de la Facultad de Contabilidad y Economía, conformada por  Enrique Huerta Berríos, Darío Vargas Arce, Máximo Mena Melgarejo y José Linares Cazola, nominándose como Presidente de la Comisión a Enrique Huerta Berríos.
La Facultad inició sus actividades académicas en abril de 1992 en locales de la Facultad de Ingeniería de Minas de la UNASAM y la Facultad de Ingeniería del Ambiente en la Ciudad de Huaraz, Perú. La Facultad contó inicialmente con docentes de otras Facultades de la misma universidad que la apoyaron durante los primeros ciclos académicos semestrales. 
Con Resolución Rectoral Nº 616-91, y por acuerdo del Consejo Universitario del 29 de agosto de 1991, reemplaza al economista Darío Vargas Arce, el contador Alcides Medina Ortega. Con Resolución Rectoral N.º 080-92 se designa al administrador José Linares Cazola, Presidente de la Comisión de Gobierno Transitorio de la FCEA a partir del 17 de diciembre de 1991. En sesión del Consejo Universitario del 11 de marzo de 1993 se acordó aceptar la renuncia del Administrador José Linares Cazola.  Se designa entonces al economista Juan Manuel Castro Gutiérrez,  Jorge Manrique Cáceres, Alcides Medina Ortega y Miriam Guzmán Casanueva; asumiendo la presidencia Juan Manuel Castro. El 1 de mayo de 1995 fue elegido como Decano de la FCEAC (Facultad de  Economía, Administración y Contabilidad) José Linares Cazola, cargo que ejerció hasta el 12 de noviembre de 1997 por vacancia del cargo, asumiendo transitoriamente por el período de 6 meses  el economista Concepción  Alva Garro, del 12 de noviembre de 1997 hasta el 30 de abril de 1998. Con fecha 1 de mayo de 1998 es elegido como Decano de la Facultad de Economía, Administración y Contabilidad, FCEAC, el economista Máximo Mena Melgarejo por un periodo de tres años. Al finalizar su periodo fue elegido como Decano Darío Vargas Arce del 1 de mayo de 2001 hasta el 30 de abril de 2004.
El 1 de abril de 2004, el Consejo de Facultad de la FCEAC en coordinación con el Comité Electoral Universitario elige como Decana a  Sonia Elba Sigghi Huemura Paredes, que ejerció como tal hasta el 7 de junio de 2005. 
Mediante Resoluciones N.º 766, 767 y 776-2005-ANR, del 25 de enero de 2005 se declara la intervención de la Universidad Nacional Santiago Antúnez de Mayolo, y se suspende en el ejercicio de sus funciones de todas las autoridades de la Universidad designándose a la Comisión de Orden y Gestión de la Universidad Nacional Santiago Antúnez de Mayolo, con atribuciones de Asamblea Universitaria y Consejo Universitario que permita la reinstitucionalización en el plazo de 90 días hábiles.
Por la poca cantidad de docentes en Huaraz, la Escuela de Administración recibe a docentes de la ciudad de Trujillo, situación que a través de los años ha ido disminuyendo por sumar a ex estudiantes de la misma escuela que laboran como profesores.

## Nacimiento de la Facultad
Mediante Resolución Nº 449-2005-UNASAM/P del 1 de junio del 2005 se desconcentra, más por intereses personales de algunos docentes, la Facultad de Ciencias Económicas, Administrativas y Contables y las carreras profesionales que los conforman creándose las Facultades de: 
- Economía y Contabilidad
- Administración y Turismo.[2][3]

La Facultad de Economía y Contabilidad y la Facultad de Administración y Turismo son independientes y ejercen las funciones de organización y formación académica profesional de conformidad con la Ley, el Estatuto y los dispositivos legales pertinentes, se creó el Departamento Académico de Ciencias Sociales que se adscribió con sus docentes a la Facultad de Administración y Turismo. 
Mediante Resolución N.º 481-2005-UNASAM/P, del 8 de junio del 2005 se encarga la Decanatura a  Luis  Villanueva Benites, haciéndose cargo desde el 15 de junio del 2005, hasta el 21 de febrero del 2006, por renuncia del mismo.
Mediante Resoluciones N.º  153 y 181-2006-UNASAM/CR, del 3 y 15 de febrero del 2006, se encarga la Decanatura a Ricardo Toledo Quiñones, cargo que ejerció hasta el 16 de mayo de 2007 en que se hizo entrega del cargo. 
Mediante Resolución Rectoral N° 121-2007-UNASAM del 7 de mayo de 2007 se resuelve encargar la Decanatura de la FAT, Facultad de Administración y Turismo a  Eva Delfina Zarzosa Márquez, hasta la elección del Decano titular, a partir del 20 de abril de 2007, cargo que ejerció hasta agosto de 2013.
El 13 de agosto del año 2013 es elegido  Juan Vílchez Cárcamo como Decano de la Facultad, cargo que ejerció hasta el 10 de junio de 2019, cuando fue sucedido por Guillermo Peláez Díaz.

## Ubicación
Desde 1991 la Escuela de Administración empezó sus labores en el Barrio de El Centenario, Huaraz, Ancash, Perú. Las instalaciones de la Facultad de Ingeniería de Ciencias del Ambiente. Desde 1992 tuvo su primer local en el Barrio de Villón, Huaraz, Ancash.
En el año de 2011 la Facultad se ubica en la Ciudad Universitaria del Barrio de Shankayán, en Huaraz, Ancash, Perú.